# Longueau
Longueau (picardisch: Londjeu) ist eine nordfranzösische Gemeinde mit 5726 Einwohnern (Stand 1. Januar 2022) im Département Somme in der Region Hauts-de-France. Die Gemeinde liegt im Arrondissement Amiens, ist Mitglied im Gemeindeverband Amiens Métropole und gehört zum Kanton Amiens-4. Die Bewohner werden Longacoissiens und Longacoissiennes genannt.

## Geographie
Longueau ist eine Vorstadt von Amiens, von dessen Zentrum es in südöstlicher Richtung rund 4,5 km entfernt ist. Die Gemeinde an der Mündung der Avre in die Somme liegt an der Départementsstraße D1029 (frühere Route nationale 29) und hat als Eisenbahnknotenpunkt mit ausgedehnten Bahnanlagen und einem großen Eisenbahndepot Bedeutung erlangt (Bahnstrecke Paris–Lille und Strecke von Amiens nach Laon). Im Osten wird Longueau von der Route nationale 25, die einen Teil des Schnellstraßenrings von Amiens bildet, begrenzt. Der Flugplatz von Amiens liegt östlich außerhalb der Gemeinde auf dem Gebiet von Glisy. Die Täler der Somme und der Avre sind von zahlreichen stehenden Gewässern durchsetzt. Die Hortillonages von Amiens liegen teilweise in der Gemeinde.
Umgeben wird Longueau von den fünf Nachbargemeinden:
|        | Camon                                       |       |
| Amiens | Kompassrose, die auf Nachbargemeinden zeigt | Glisy |
| Cagny  | Boves                                       |       |

## Geschichte

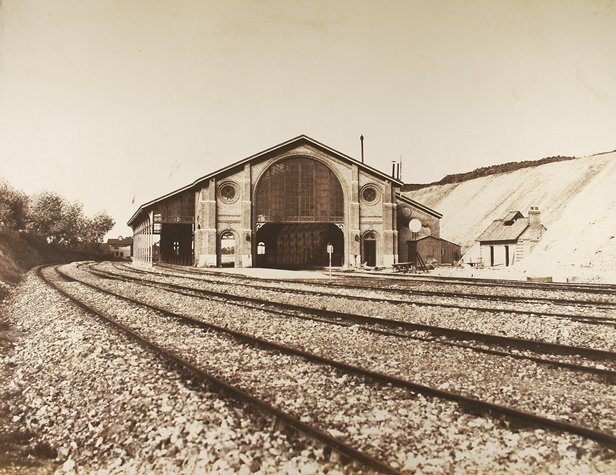
Bahngebäude 1855

Im Jahr 1277 wurde ein Leprosenhaus genannt. 1636 wurde Longueau von spanischen Truppen niedergebrannt. Die Gemeinde wurde 1846 von der Eisenbahn erreicht. Das Einsenahnkreuz besteht seit 1849. Seit der Inbetriebnahme der LGV Nord wird Longueau nicht mehr von TGV-Zügen bedient.
Die Gemeinde erhielt aus Auszeichnung das Croix de guerre 1914–1918.
| 1962 | 1968 | 1975 | 1982 | 1990 | 1999 | 2006 | 2018 |
| ---- | ---- | ---- | ---- | ---- | ---- | ---- | ---- |
| 5316 | 5485 | 5598 | 5309 | 4940 | 5220 | 5188 | 5693 |

## Gemeindepartnerschaften
- Iwajlowgrad (Bulgarien)
- Karcag (Ungarn)
- Nałęczów (Polen)

## Sehenswürdigkeiten
- Im Zweiten Weltkrieg zerstörte und 1960 wieder aufgebaute Pfarrkirche Saint-Médard, ein Betonbau auf unregelmäßigem Grundriss
- Rathaus, nach dem Ersten Weltkrieg erbaut
- Britischer Soldatenfriedhof mit einem weißen Hochkreuz
- Von Bernard Lafaille errichtete Ringlokschuppen aus armiertem Beton im Eisenbahndepot aus dem 20. Jahrhundert, seit 2003 als Monument historique eingeschrieben (Base Mérimée PA80000036)
- Gartenstadt Château-Tourtier, gebaut in der ersten Hälfte des 20. Jahrhunderts auf Initiative von Raoul Dautry, seit 2008 in Teilen als Monument historique eingeschrieben (Base Mérimée PA80000061)

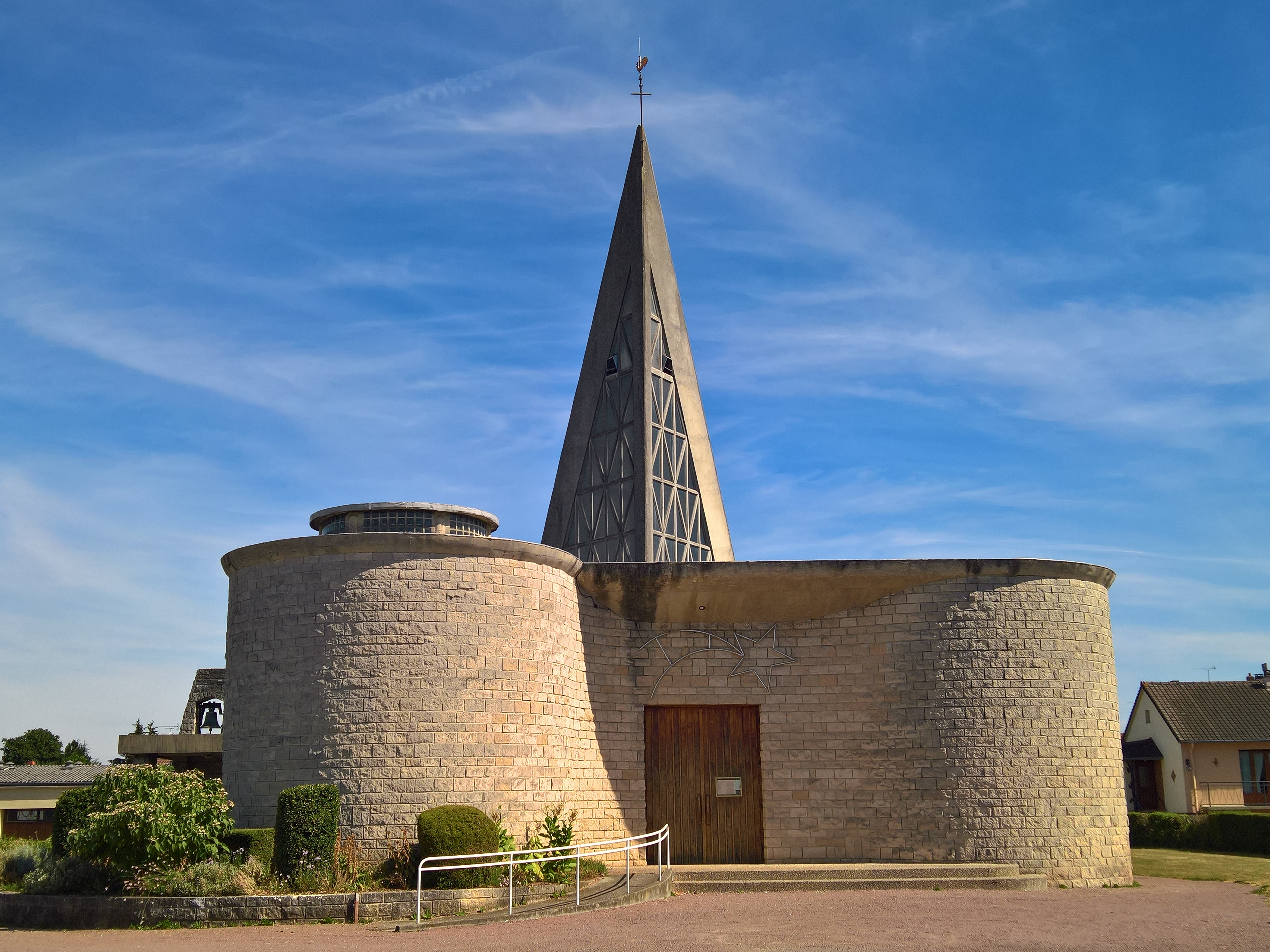
Pfarrkirche Saint-Médard
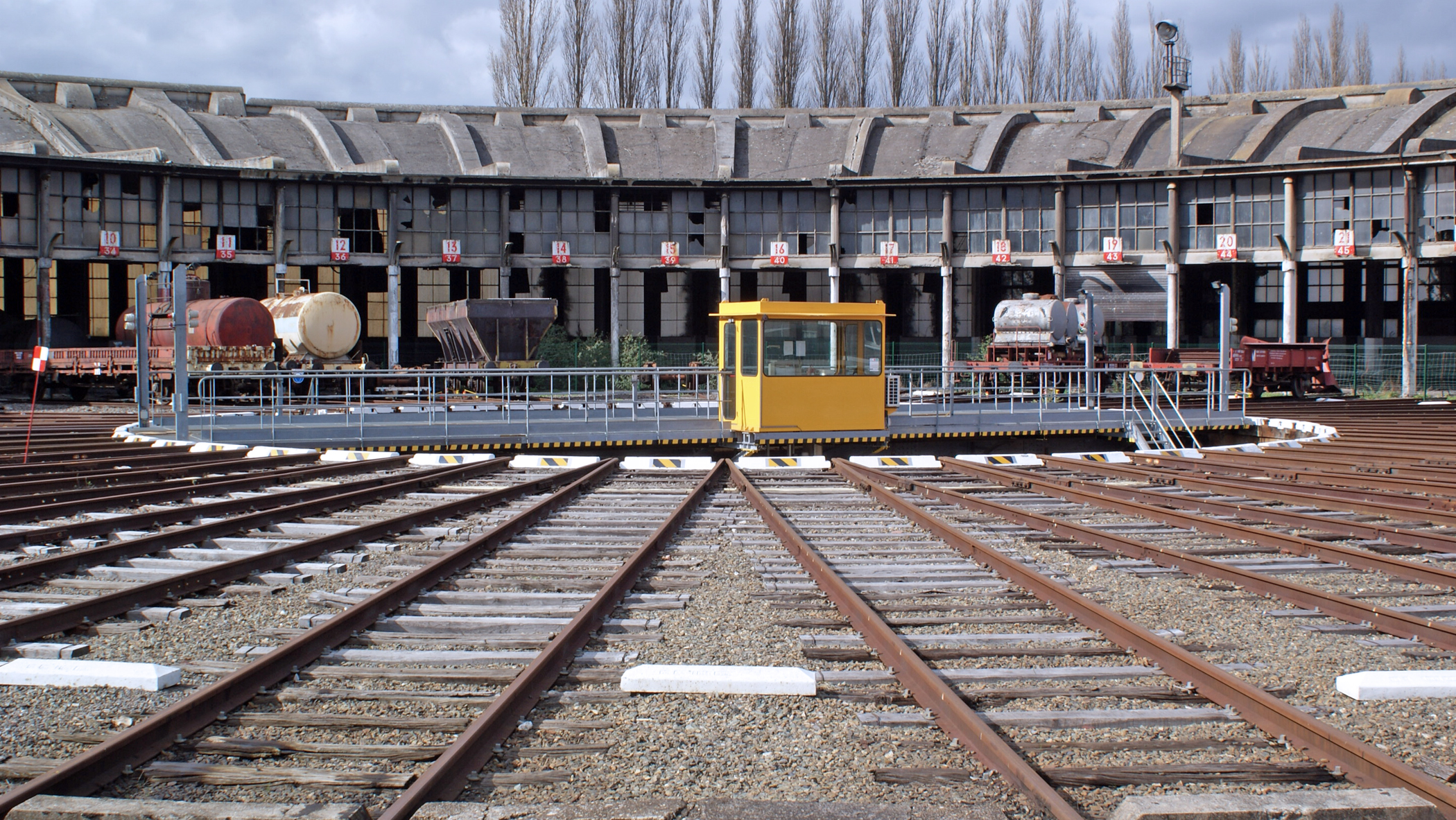
Drehscheibe
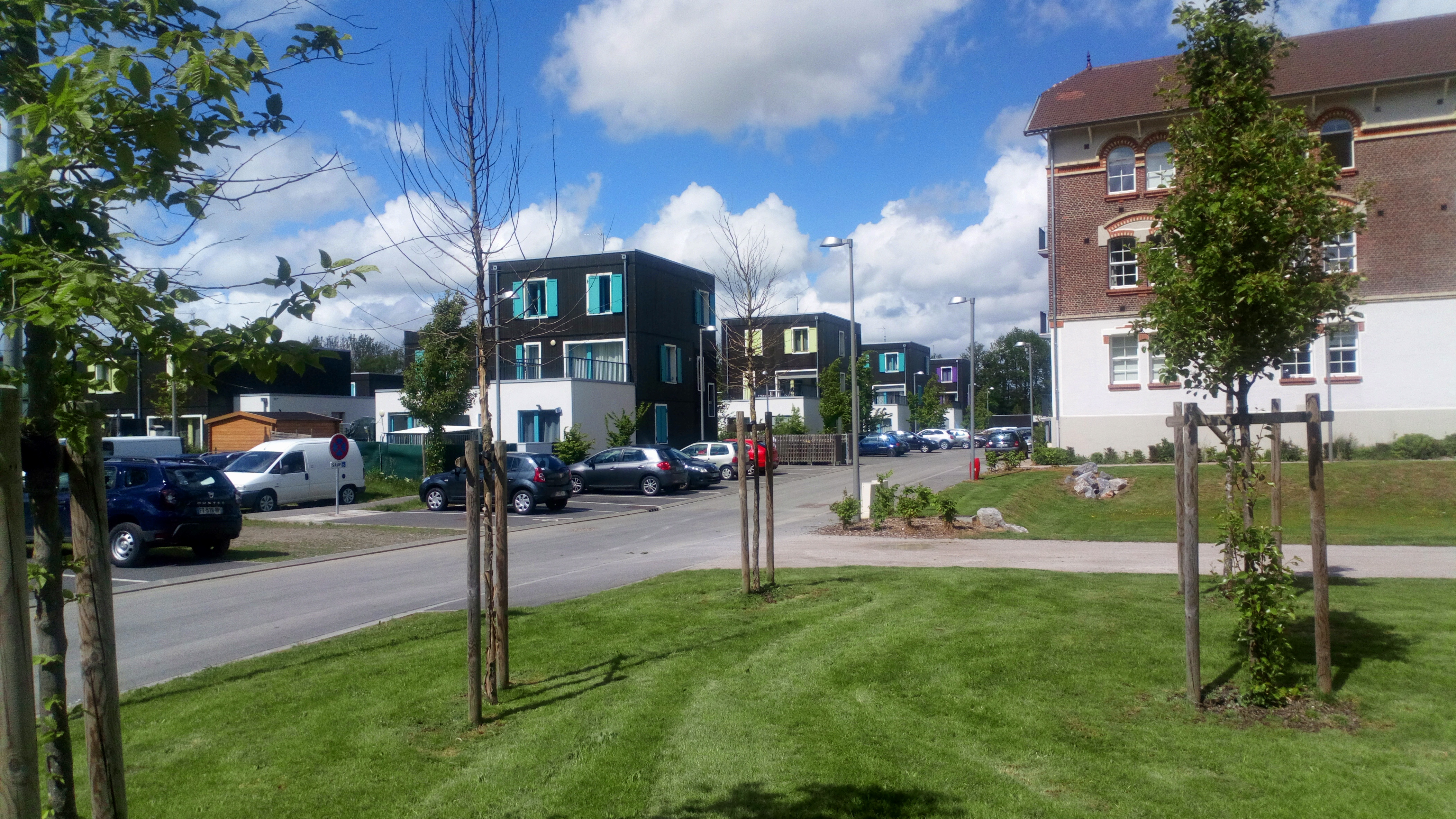
Gartenstadt Château-Tourtier

## Persönlichkeiten
- Louis Prot (1889–1972), langjähriger Bürgermeister und Abgeordneter (PCF), hier verstorben.